# Антарктична програма США

Емблема програми

Антарктична програма США (англ. United States Antarctic Program, USAP) — урядова організація США, що координує американські наукові дослідження та в Антарктиці. Колишні назви — Американська Антарктична науково-дослідна програма (англ. United States Antarctic Research Program, USARP) та Американська Антарктична служба (англ. United States Antarctic Service, USAS).
Завданням організації є розширення фундаментальних знань про регіон, сприяння досліджень сучасних глобальних та регіональних проблем. Американська антарктична програма фінансується Національним науковим фондом. Наразі програма має 3 цілорічні антарктичні станції (Мак-Мердо, Амундсен-Скотт і Палмер), декілька сезонних таборів та науково-дослідні судна в антарктичних водах. Бюджет програми на 2008 рік становив 295 млн. доларів США.

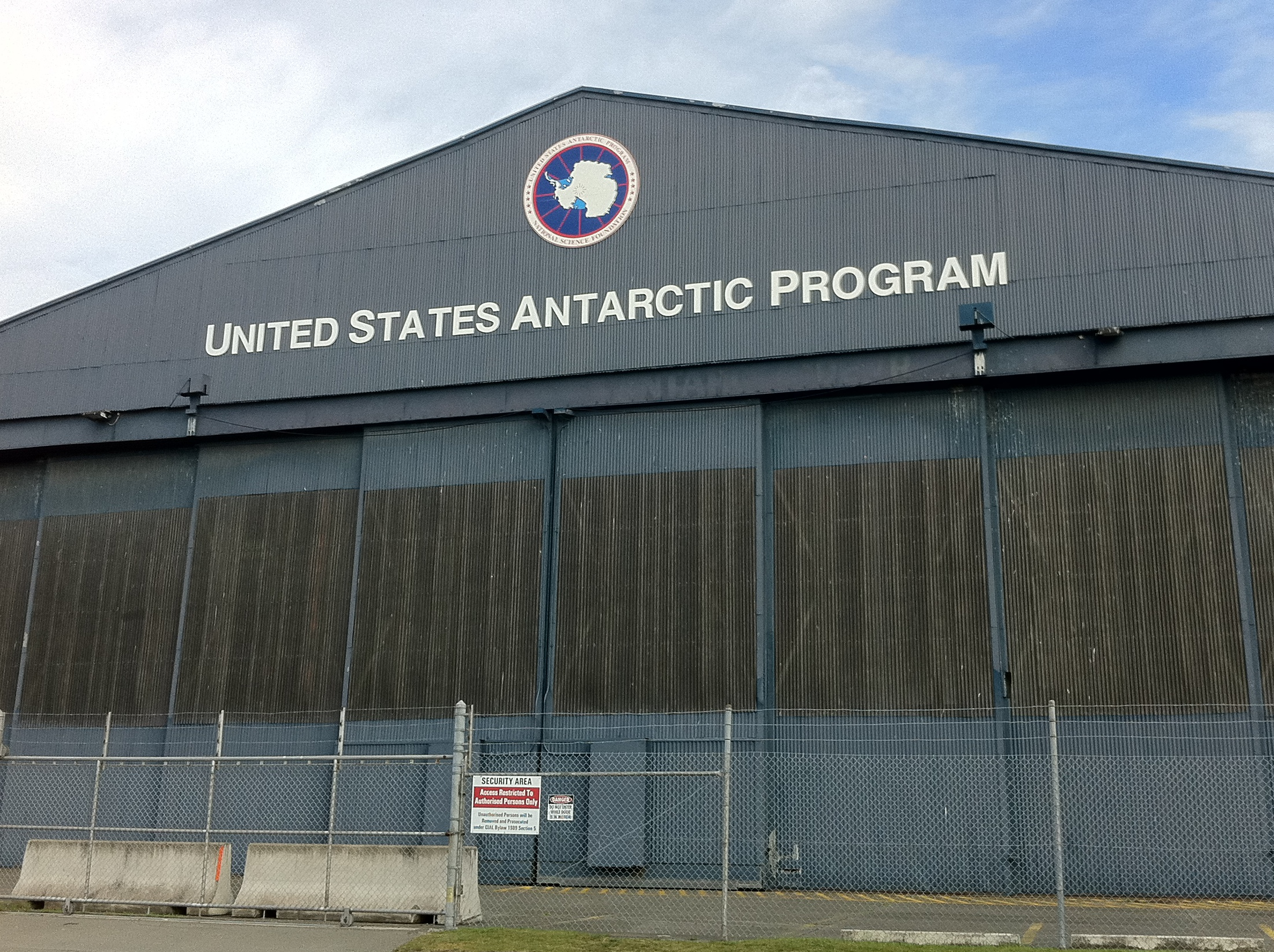
Ангар Американської антарктичної програми в міжнародному аеропорті Крайстчерча, Нова Зеландія
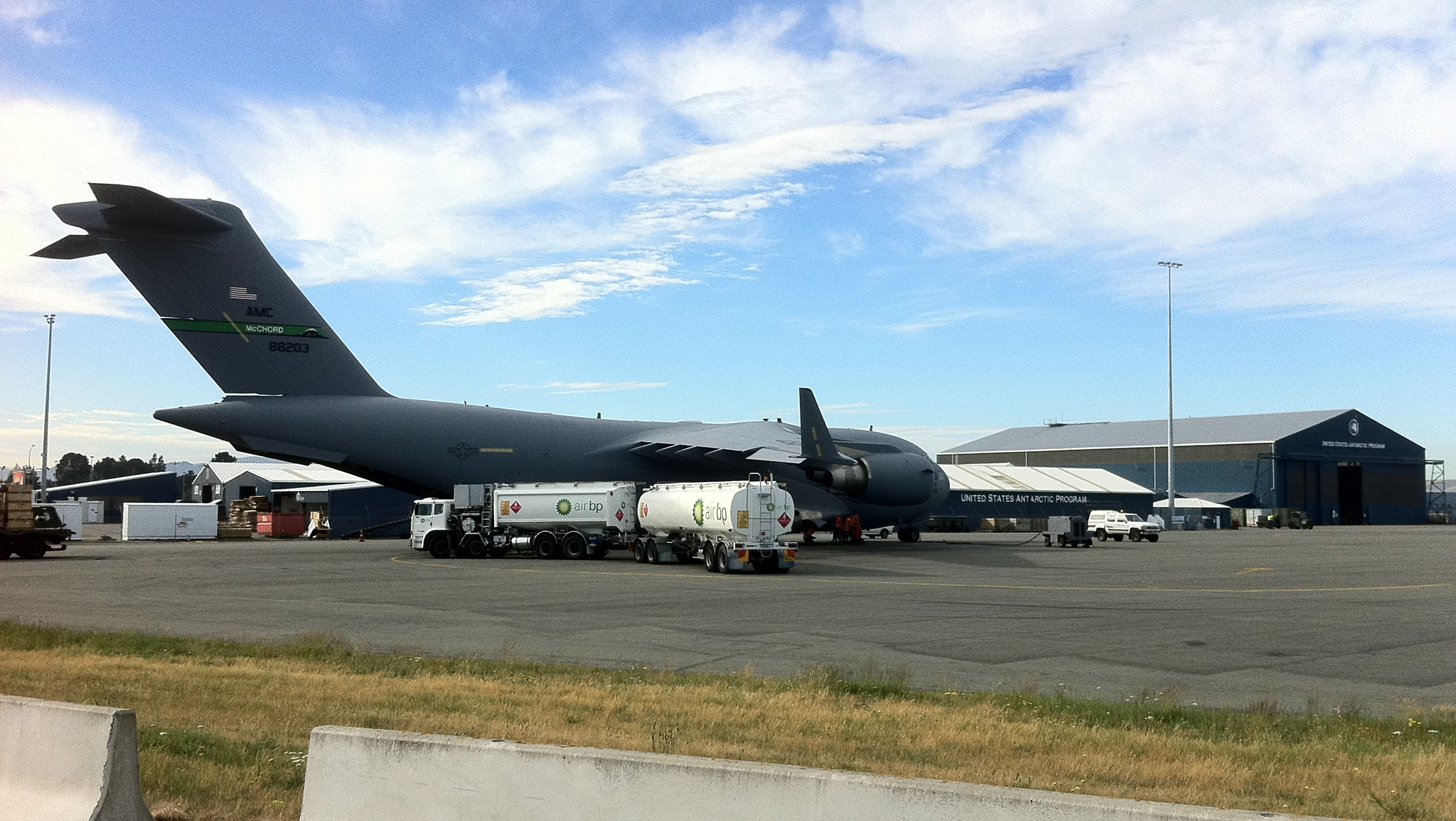
Літак Boeing C-17 Globemaster III, який обслуговує Антарктичну програму в аеропорту Крайстчерча